# Rocío San Miguel
Rocío San Miguel Sosa (n. 6 mai 1966, Caracas, Venezuela) este o avocată și activistă pentru drepturile omului, specializată în probleme militare. Ea este, de asemenea, președintele  organizației neguvernamentale  Control Ciudadano, o asociație care al cărei obiectiv este supravegherea cetățenilor în ceea ce privește securitatea națională⁠(d), apărarea și forțele armate și angajamentele pe care statul venezuelean le are față de Statutul de la Roma și Comisia Inter-Americană pentru Drepturile Omului⁠(d).
La 9 februarie 2024, ea a fost reținută de forțele de securitate venezuelene. După ce în a fost în dispariție forțată timp de zece zile, fără să se cunoască locul în care era închisă, s-a aflat apoi că era reținută în El Helicoide⁠(d). Organizațiile pentru drepturile omului, inclusiv Amnesty International, au respins detenția, au descris-o drept o dispariție forțată și au cerut eliberarea imediată a acesteia, amintind că ea beneficiază de o măsură preventivă de protecție din partea Comisiei Inter-Americane pentru Drepturile Omului.

## Carieră
Rocío San Miguel este președinta ONG-ului Control Ciudadano, o asociație civilă al cărei obiectiv este supravegherea cetățenilor în ceea ce privește securitatea națională, apărarea și forțele armate. Ea supraveghează, de asemenea, angajamentele pe care statul venezuelean le are față de Statutul de la Roma și Comisia Inter-Americană pentru Drepturile Omului.

## Hărțuire și defăimare
Rocío San Miguel a fost hărțuită constant de grupuri angajate de guvernul venezuelean și de persoane anonime și, de asemenea, a fost defăimată prin diverse metode la televiziuni, radio și în scris. La 18 ianuarie 2012, Comisia Inter-Americană a Drepturilor Omului a emis metode de avertizare de protecție pentru San Miguel și fiica ei.
Luni mai târziu, la 29 iunie 2012, Serviciul Bolivarian de Informații (SEBIN) a pătruns în casa fratelui ei, José Manuel San Miguel. La 25 martie 2014, președintele Nicolás Maduro a făcut declarații defăimătoare într-o emisiune națională împotriva lui San Miguel și a acuzat-o că a fost implicată într-o tentativă de lovitură de stat. Cu câteva zile înainte, pe 18 martie 2014, un străin s-a apropiat de ea în timp ce se afla în vehiculul ei și a amenințat-o în mod repetat. La 2 mai 2014, ministrul de Interne și Justiție de atunci, Miguel Rodríguez Torres, a acuzat-o pe San Miguel că este spioană. San Miguel a fost atacată în mod repetat de Diosdado Cabello în emisiunea sa de televiziune Con el Mazo Dando.

## Arestare
La 9 februarie 2024, ea a fost reținută de agenți venezueleni de securitate, pe aeroportul internațional Simón Bolívar din Maiquetía, împreună cu fiica ei. În aceeași zi au fost arestați și tatăl ei, cei doi frați ai ei și o altă rudă. După ce a fost în dispariție forțată timp de zece zile, fără să se știe unde se află, fiica ei a putut să o viziteze în închisoarea El Helicoide.
Organizațiile pentru drepturile omului, precum Amnesty International, PROVEA și Frontul Amplu al Femeilor, au respins detenția, au descris-o ca fiind o dispariție forțată și au cerut eliberarea ei imediată. Amnesty International, în special, a susșinut măsura preventivă de protecție emisă în favoarea ei de către Comisia Inter-Americană pentru Drepturile Omului.

## Recunoaștere
Avocata Rocío San Miguelwinner a primit la ediția din 2024 a Forumului 2000 premiul pentru curaj și responsabilitate Forum 2000 International Prize for Courage and Responsibility. Ea a primit acest premiu pentru determinarea ei de a lupta pentru adevăr și dreptate în fața persecuțiilor.